# Vendres
Vendres – miejscowość i gmina we Francji, w regionie Oksytania, w departamencie Hérault. Między miejscowością nadmorską Vendres-Plage, a dawną wioską rybacką Les Cabanes-de-Fleury, leżącą na terenie gminy Fleury, rzeka Aude uchodzi do Morza Śródziemnego. 
Według danych na rok 1990 gminę zamieszkiwało 1230 osób, a gęstość zaludnienia wynosiła 33 osoby/km² (wśród 1545 gmin Langwedocji-Roussillon Vendres plasuje się na 297. miejscu pod względem liczby ludności, natomiast pod względem powierzchni na miejscu 115.).

## Populacja

Populacja Vendres w latach 1962-2008